# Judith Merkies
Judith Anna Merkies (London (Canada), 28 september 1966) is een Nederlands politica. Van 2009 tot 2014 was ze lid van het Europees Parlement namens de PvdA.

## Carrière
Merkies studeerde rechten aan de Universiteit van Amsterdam en deed daarna een postacademische opleiding Europees recht en internationaal recht. Ze startte haar carrière in 1993 als advocaat bij Nauta Dutilh en Van der Kroft, werkte een paar jaar als consultant en was vervolgens werkzaam in diverse management- en directiefuncties, te weten bij de Federatie Filmbelangen, European Music Office en bij het MEDIA-programma van de Europese Commissie.

### Politiek
In 2009 werd ze gekozen voor het Europees Parlement namens de PvdA. Dit was dankzij voorkeurstemmen (ze stond op de vierde plaats op de kandidatenlijst terwijl de PvdA drie zetels in de wacht sleepte). Ze hield zich bezig met innovatie, nieuwe businessmodellen en duurzaamheid.
Daarnaast schreef zij een boek over de sharing-economie, The Lease Society, waarna een studie werd uitgevoerd namens het Europees Parlement, door het Wuppertal Institut.
Merkies werd in 2013 beschuldigd van het ontvangen van een teveel van 84.000 euro aan onkostenvergoeding. Ze betaalde het bedrag terug, maar deed dit te laat, volgens partijvoorzitter Hans Spekman. Hierop ontstond er een gerechtelijke ruzie tussen Merkies en de PvdA, die de PvdA won. Het Europees Parlement oordeelde dat zij geen fout had gemaakt, maar ze werd in 2014 wel uit de delegatie van de partij gezet.
Bij de verkiezingen van 2014 was Merkies niet herkiesbaar.

### Na de politiek

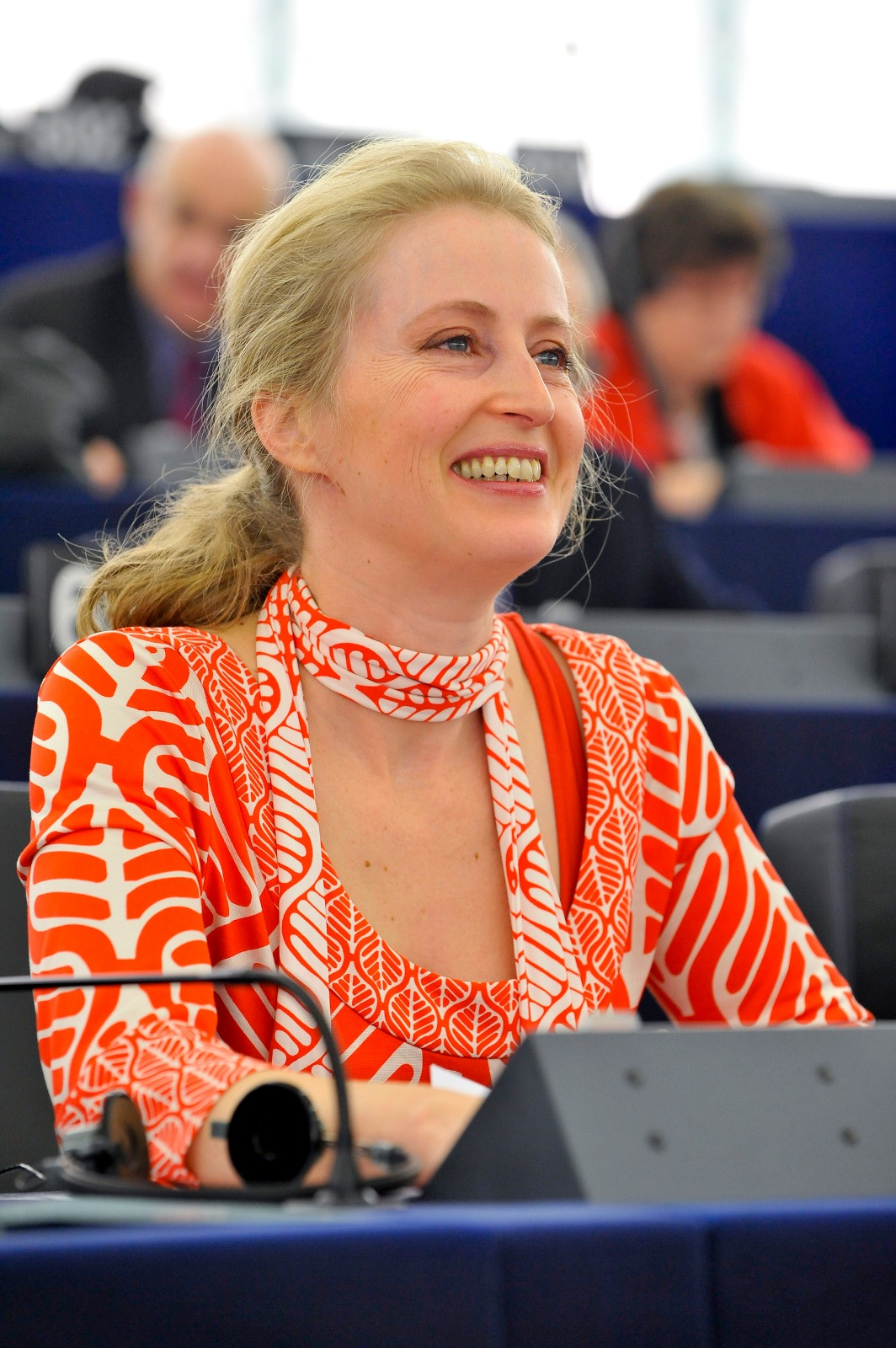
Merkies (2020)

In november 2020 was zij medeorganisator van de eerste Europese conferentie over eenzaamheid, in Berlijn, waar zij in gesprek ging met EC vice-president Suica en de Duitse minister van gezondheid Jens Spahn.
Ook is zij sinds 2015 actief geweest in de lokale Duitse politiek en werkt zij als docent aan de Duale Hochschule van Baden-Württemberg op het gebied van E-Government.
Merkies spreekt vloeiend Engels, Nederlands, Frans en Duits en publiceert in vier talen.
Na een voordracht bij de Harvard European Law Association (HELA) in oktober 2019, publiceerde zij samen met Alvaro Renedo Zalba, "The Fragility of EU Law".

## Persoonlijk
Merkies werd geboren in Canada en is van moederszijde van Hongaarse komaf. Ze is getrouwd en heeft twee kinderen. Zij is een zus van SP-politicus Arnold Merkies.
- Parlement.com: vi3ediqx2lz9